# Magnolia bintuluensis
Magnolia bintuluensis là một loài thực vật có hoa trong họ Magnoliaceae. Loài này được (A.Agostini) Noot. mô tả khoa học đầu tiên năm 1987.